# Орсонья
Орсонья (італ. Orsogna) — муніципалітет в Італії, у регіоні Абруццо,  провінція К'єті.
Орсонья розташована на відстані близько 155 км на схід від Рима, 75 км на схід від Л'Аквіли, 18 км на південний схід від К'єті.
Населення — 4003 особи (2014).
Щорічний фестиваль відбувається 6 грудня. 

## Демографія
Населення за роками:

Станом на 1 січня 2023 року в муніципалітеті офіційно проживало 290 іноземців з 28 країн, серед них 59 громадян країн Євросоюзу та 2 громадяни України.

## Сусідні муніципалітети
- Арі
- Арієллі
- Каноза-Санніта
- Кастель-Френтано
- Філетто
- Гуардіагреле
- Ланчано
- Поджофьорито